# Navadna cepilistka
Navadna cepilistka (znanstveno ime Schizophyllum commune) je gliva iz rodu cepilistk (Schizophyllum).

## Značilnosti
Raste v velikih skupinah v obliki majhnih pahljačastih polic. Klobuk je dlakav in bele barve, včasih z vijoličastimi odtenki. Širok je od 1 do 3 cm in debel od 0,3 do 1 cm. Sosednji klobučki so pogosto medsebojno zraščene.
Trosovnica je sestavljena iz lističev rožnato sive barve, ki se širijo od točke, kjer je goba pritrjena na podlago. Njihova posebnost je to, da so vzdolžno razcepljene, kar omogoča gobi da jih zapre v suhem vremenu in ponovno razpre, ko se navlaži in tako ponovno izpostavi plodno površino. Ta prilagoditev ji omogoča, da proizvede samo en niz gob na leto, ki se lahko nato večkrat posušijo in nato ponovno rehidrirajo, ter sproščajo trose.
Bet je zelo kratek in komaj opazen. Včasih je popolnoma skrit pod površino substrata.

## Razširjenost in življenjski prostor
Te male žilave glive so zelo pogoste in široko razširjene po vsem svetu. Našli so jih na vseh celinah razen na Antarktiki. Rastejo kot gniloživke na različnih lesnih in drugih rastlinskih podlagah.
Ko se določena vrsta pojavlja na različnih celinah in v različnih habitatih, ter podnebjih se postavi vprašanje ali gre dejansko za eno samo vrsto ali pa množico različnih, ki so si na zunaj podobne. Zahvaljujoč delu Johna Raperja in kolegov na univerzi Harvard vemo, da obstaja samo ena vrsta navadne cepilistke, ki je razširjena po vsem svetu. Raziskovalci so zbirali cepilistke z vsega sveta, iz njihovih trosov vzgajali micelij in pokazali, da sta dva seva različnih tipov parjenja lahko parila drug z drugim. Odkrili so tudi, da ima navadna cepilistka več kot 20000 spolov, kar je prilagoditev, ki zmanjša tveganje parjenja bratov in sester ter tako poveča genetsko raznolikost z doseganjem skoraj 100-odstotnega parjenja z novo genetsko zalogo.
V eni raziskavi znanstveniki trdijo, da so navadno cepilistko našli 2 km pod morskim dnom, v globokih  premogovnih sedimentih. Gliva naj bi v takih pogojih kljub popolni hipoksiji dobro uspevala, le da se gobe ne razvijejo na običajen način in so nepopolne oziroma deformirane.
Sposobnost navadne cepilistke za prilagajanje na življenje v ekstremnih pogojih potrjujejo tudi poročila o najdbah tvorb teh gliv v pljučih bolnikov z oslabljenim imunskim sistemom.

## Mikroskopske značilnosti
Trosni odtis je bele barve. Trosi so cilindrične oblike, gladki in merijo 4–6 x 1,5–2,5 μm.

## Podobne vrste
Do zamenjav s spodnjimi vrstami lahko pride le, če spregledamo trosovnico sestavljeno iz razcepljenih lističev, ki jo lahko najdemo le pri navadni cepilistki.
- bukova žilika (Plicaturopsis crispa)
- trpki zgručevec (Panellus stipticus)
- puhasta ploskocevka (Trametes pubescens)
- ježasti skutovec (Postia ptychogaster)
- jelkova apnenka (Trichaptum abietinum)

## Uporabnost
Pri nas jo avtorji večinoma označujejo za neužitno zaradi njene majhnosti in žilavosti. Vendar jo v Aziji in Mehiki uporabljajo v kulinariki in se prodaja na tržnicah. V tropskih krajih uživajo trde in gumijaste gobe, ki pri nas niso priljubljene zato, ker nežne in mesnate gobe v tamkajšnjih vročih in vlažnih razmerah hitro zgnijejo, kar otežuje njihovo trženje.
Poleg tega se navadna cepilistka uporablja v tradicionalni medicini in se zaradi tega tudi umetno goji. Izvlečki iz te gobe so pokazali obetajoče terapevtske učinke, vključno z antioksidativnim in protitumorskim delovanjem  ter protimikrobnimi in imunomodulatornimi lastnostmi.